# To Aru Kagaku no Accelerator
To Aru Kagaku no Accelerator (とある科学の一方通行 Toaru Kagaku no Akuserarēta?) es una serie de manga escrita por Kazuma Kamachi e ilustrada por Arata Yamaji, un spin-off de la serie de novelas ligeras To Aru Majutsu no Index. Una adaptación al anime producida por J.C.Staff se emitió del 12 de julio al 27 de septiembre de 2019. Teto Tachitsu publicó un manga derivado titulado To Aru Idol no Accelerator-sama entre 2015 y 2018.

## Argumento
Después de proteger a Last Order a costa de gran parte de su poder, Accelerator se ve arrastrado a un nuevo conflicto en forma de una siniestra organización llamada Disciplinary Action que planea usar a Last Order para una misión peligrosa. Ahora que han puesto en marcha su plan y están persiguiendo a la joven, depende del esper más poderoso del mundo y su nueva compañera, Esther Rosenthal, proteger a Last Order y defender a Ciudad Academia en el proceso.

## Medios

### Manga
El manga es escrito por Kazuma Kamachi e ilustrado por Arata Yamaji, con el diseño de los personajes por Yamaji y el ilustrador de las novelas ligeras de To Aru Majutsu no Index Kiyotaka Haimura. La serie fue lanzada en la edición de febrero de 2014 de la revista Dengeki Daioh de ASCII Media Works el 27 de diciembre de 2013. El 25 de marzo de 2015 Seven Seas Entertainment anunció que había licenciado el manga para su publicación en América del Norte.
Teto Tachitsu serializó un manga yonkoma spin-off de comedia  titulado To Aru Idol no Accelerator-sama (とある偶像の一方通行さま Toaru Kagaku no Akuserarēta-sama?) en Dengeki Daioh del 27 de octubre de 2015 al 27 de noviembre de 2018.

#### To Aru Kagaku no Accelerator
| N.º | Fecha de lanzamiento    | ISBN original          |
| --- | ----------------------- | ---------------------- |
| 1   | 26 de julio de 2014     | ISBN 978-4-04-866702-9 |
| 2   | 27 de noviembre de 2014 | ISBN 978-4-04-866988-7 |
| 3   | 27 de abril de 2015     | ISBN 978-4-04-869345-5 |
| 4   | 27 de octubre de 2015   | ISBN 978-4-04-865430-2 |
| 5   | 27 de mayo de 2016      | ISBN 978-4-04-892121-3 |
| 6   | 26 de noviembre de 2016 | ISBN 978-4-04-892430-6 |
| 7   | 26 de agosto de 2017    | ISBN 978-4-04-892917-2 |
| 8   | 24 de marzo de 2018     | ISBN 978-4-04-893719-1 |
| 9   | 11 de octubre de 2018   | ISBN 978-4-04-912054-7 |
| 10  | 26 de junio de 2019     | ISBN 978-4-04-912586-3 |
| 11  | 26 de marzo de 2020     | ISBN 978-4-04-913114-7 |
| 12  | 27 de agosto de 2020    | ISBN 978-4-04-913394-3 |

#### To Aru Idol no Accelerator-sama
| N.º | Fecha de lanzamiento    | ISBN original          |
| --- | ----------------------- | ---------------------- |
| 1   | 26 de noviembre de 2016 | ISBN 978-4-04-892363-7 |
| 2   | 26 de agosto de 2017    | ISBN 978-4-04-892916-5 |
| 3   | 24 de marzo de 2018     | ISBN 978-4-04-893715-3 |
| 4   | 25 de diciembre de 2018 | ISBN 978-4-04-912240-4 |

### Anime
Durante un evento el 1 de octubre de 2017, el editor de To Aru Majutsu no Index Kazuma Miki, bromeó diciendo que «un cierto proyecto 2018», que consiste en la tercera temporada del anime de Index, no «era solo Index». El 7 de octubre de 2018, durante el festival de otoño por el 25 aniversario de Dengeki Bunko, se anunció que To Aru Kagaku no Accelerator se adaptaría a una serie de anime. La serie es animada por J.C.Staff y dirigida por Nobuharu Kamanaka, con guion de Kenji Sugihara y Yohei Yaegashi diseñando los personajes. Maiko Iuchi compuso la música para la serie. Doce episodios se emitieron entre el 12 de julio y el 27 de septiembre de 2019 en AT-X, Tokyo MX, MBS y BS11. El tema de apertura es «Shadow is the Light» por The Sixth Lie y el tema de cierre es «Parole» de Sajou no Hana.
| N.º | Título                                                                                                 | Fecha de emisión original en AT-X |
| --- | --- | --------------------------------- |
| 1   | «Accelerator (学園都市最強能力者 Akuserarēta?, Acelerador)» «El esper más poderoso de Ciudad Academia» | 12 de julio de 2019               |
| 2   | «Necromancer (死霊術師 Nekuromansā?, Nigromante)» «Cultivadora de los muertos»                         | 19 de julio de 2019               |
| 3   | «Numbers (四凶の符 Nanbāzu?, Números)» «Encantos de los cuatro peligros»                               | 26 de julio de 2019               |
| 4   | «Tercer Number (擬似魂魄・禍斗 Sādo Nanbā?, Tercer número)» «La pseudo-alma, Huotou»                   | 2 de agosto de 2019               |
| 5   | «DA (警備員の闇 DA?)» «La oscuridad del oficial de seguridad»                                          | 9 de agosto de 2019               |
| 6   | «Scavenger (屍喰部隊 Sukabenjā?, Carroñero)» «Escuadrón come cadáveres»                                | 16 de agosto de 2019              |
| 7   | «Download (制限時間 Daunrōdo?, Descargar)» «Límite de tiempo»                                          | 23 de agosto de 2019              |
| 8   | «Friend (蛭魅 Furendo?, Amigo)» «Hirumi»                                                               | 30 de agosto de 2019              |
| 9   | «Memory of Death (10031回の死 Memorī obu Desu?, Memoria de muerte)» «10031 muertes»                    | 6 de septiembre de 2019           |
| 10  | «Catastrophe (目覚め Katasutorofu?, Catástrofe)» «Despertar»                                           | 13 de septiembre de 2019          |
| 11  | «Perfect Golem (完全体 Pāfekuto Goremu?, Golem perfecto)» «Cuerpo perfecto»                            | 20 de septiembre de 2019          |
| 12  | «Algo para proteger (まもるべきもの Mamoru beki mono?)»                                                | 27 de septiembre de 2019          |